# Limnothrissa miodon
Cá trích hồ Tanganyika (tên khoa học Limnothrissa miodon) là một loài cá thuộc họ Clupeidae. Nó là đại diện duy nhất của chi Limnothrissa. Nó được tìm thấy ở Burundi, Cộng hòa Dân chủ Congo, Mozambique, Rwanda, Tanzania, Zambia, và Zimbabwe. Môi trường sống tự nhiên của chúng là hồ nước ngọt.